# Fossombronia angulosa
Fossombronia angulosa là một loài Rêu trong họ Fossombroniaceae. Loài này được (Dicks.) Raddi mô tả khoa học đầu tiên năm 1818.